# 神田紅 (小惑星)
神田紅（かんだくれない、12769 Kandakurenai）は、小惑星帯にある小惑星。北海道の円舘金と渡辺和郎が発見した。
日本宇宙フォーラムのメンバーでもある、女流講談師の神田紅に因み名付けられた。